# Termodynamika chemiczna
Termodynamika chemiczna – dział chemii fizycznej, stosujący zasady termodynamiki do badań reakcji chemicznych i procesów fizykochemicznych, wykorzystujący fenomenologiczne pojęcia potencjału chemicznego i aktywności składników układu w celu określania kierunku przemian, zmierzających do stanu termodynamicznej równowagi, oraz energetycznych efektów tych przemian – ilości energii, wymienianej między badanym układem i jego otoczeniem (ciepło i praca). Termodynamika chemiczna jest teoretyczną podstawą technologii i inżynierii chemicznej, dotyczy też tzw. procesów nieodwracalnych, przebiegających w układach otwartych termodynamicznie, w skali molekularnej (np. energetyka procesów życiowych) lub w skali kosmicznej (np. struktury dyssypatywne we Wszechświecie).

## Historia termodynamiki chemicznej

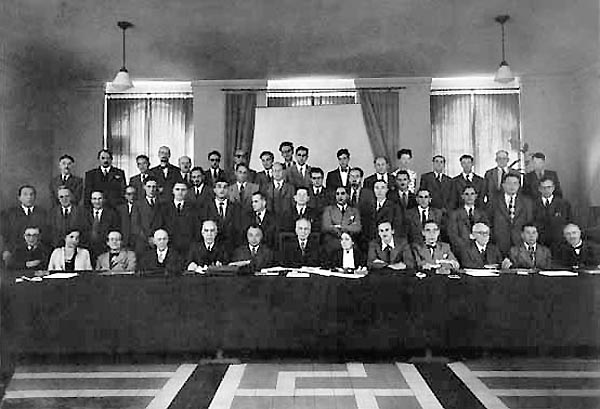
Uczestnicy Kongresu Solvaya w 1948 roku (Bruksela): siedzą (od lewej): Cockcroft, Tonnelat, Schroedinger, Richardson, Bohr, Pauli, Bragg, Meitner, Dirac, Kramers, DeDonder, Heitler, Verschaffelt; w drugim rzędzie: Scherrer, Stahel, Kelin, Blackett, Dee, Blcoh, Frisch, Peierls, Bhabha, Oppenheimer, Occhialini, Powell, Casimir, deHemptinne; w trzecim rzędzie: Kipfer, Auger, Perrin, Serber, Rosenfeld, Ferretti, Moller, Leprince-Ringuet; w czwartym rzędzie: Balasse, Flamache, Grove, Goche, Demeur, Ferrera, Vanisacker, VanHove, Teller, Goldschmidt, Marton, Dilworth, Prigogine, Geheniau, Henriot, Vanstyvendael

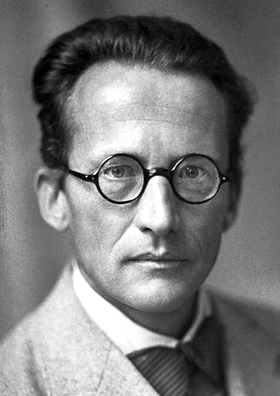
Erwin Schrödinger (1887–1961)

Termodynamika chemiczna jest nauką interdyscyplinarną, która rozwinęła się na granicy fizyki (termodynamika) i chemii na przełomie XIX i XX w. Wybitni przedstawiciele obu dziedzin nauki starali się znaleźć jeden spójny model układów, zawierających cząstki elementarne, w których, w szczególnych warunkach, mogą powstawać atomy i cząsteczki związków chemicznych. Tak zdefiniowanym układem termodynamicznym jest każdy układ, w którym zachodzą zderzenia między cząstkami elementarnymi, atomami lub cząsteczkami, w czasie których następuje wymiana energii i materii, przy czym powstają nowe struktury (np. ewolucja Wszechświata i gwiazd, ewolucja biologiczna, reakcje chemiczne, zachodzące w probówce laboratoryjnej lub w instalacji przemysłowej). Termodynamika określa ogólne zasady tych przemian, a termodynamika chemiczna jest działem tej nauki, dotyczącym takich układów, w których zachodzą reakcje chemiczne (obok innych przemian – fizycznych i fizykochemicznych).
Przed wyodrębnieniem się termodynamiki chemicznej przedstawione problemy pogranicza fizyki i chemii były przedmiotem dyskusji w interdyscyplinarnych gremiach, np. w czasie Kongresów Solvaya, organizowanych przez International Solvay Institutes for Physics and Chemistry – instytut założony przez belgijskiego przemysłowca, przedstawiciela technologii chemicznej (zobacz np. metoda Solvaya). W Kongresach Solvaya uczestniczyli m.in. Albert Einstein, Wolfgang Pauli, Paul Dirac, Niels Bohr, Max Planck, Maria Skłodowska-Curie, Robert Oppenheimer.
Na jednym z takich spotkań Einstein, rozczarowany zasadą nieoznaczoności Heisenberga, powiedział słynne zdanie: Bóg nie gra w kości, a Bohr odpowiedział: Einstein, przestań mówić Panu Bogu co ma robić.
Uczestnikiem Kongresów Solvaya był również Erwin Schrödinger, jeden z twórców mechaniki kwantowej, który opisywał również w popularnej formie różnice między kwantowymi i fenomenologicznymi (od gr. phainomenon – zjawisko) modelami budowy materii, dotyczącymi skali nano i skali makroskopowej, w tym – materii ożywionej. W słynnym eseju „Czym jest życie?” napisał m.in.:

Zarówno mój umysł, jak i świat składają się z tych samych elementów. W takiej samej sytuacji jest każdy umysł i jego świat, niezależnie od niezliczonych relacji między nimi. Dany jest mi tylko jeden świat, a nie dwa – ten rzeczywisty i ten postrzegany. Podmiot i przedmiot są tym samym. Nie można powiedzieć, że w wyniku osiągnięć najnowszej fizyki granica między nimi została zniesiona, granica bowiem nigdy nie istniała.

Różnicę między podejściem kwantowo-mechanicznym i fenomenologicznym ilustruje też eksperyment myślowy, znany pod nazwą „kot Schrödingera” (opisany w 1935 roku).
Wśród naukowców, zasłużonych dla rozwoju fenomenologicznej termodynamiki chemicznej, są wymieniani m.in.:
- German Hess (1802–1850) – prawo Hessa,
- Gustav Kirchhoff (1824–1887) – prawo Kirchhoffa,
- Hermann von Helmholtz (1821–1894) – energia swobodna Helmholtza,
- Johannes Diderik van der Waals (1837–1923) – równanie van der Waalsa,
- Josiah Willard Gibbs (1839–1903) – równanie Gibbsa-Duhema, równanie Gibbsa-Helmholtza, entalpia swobodna, reguła faz i inne,
- Henri Louis Le Chatelier (1850–1936) i Karl Ferdinand Braun (1850–1918),
- Jacobus van ’t Hoff (1852–1911) – reguła van ’t Hoffa, izoterma reakcji, równanie van ’t Hoffa (stała równowagi) (izobara i izochora van ’t Hoffa),
- Władysław Natanson (1864–1937) – termodynamika procesów nieodwracalnych (źródła entropii),
- Ilya Prigogine (1917–2003) – termodynamika procesów nieodwracalnych (struktury dyssypatywne, samoorganizacja molekularna).

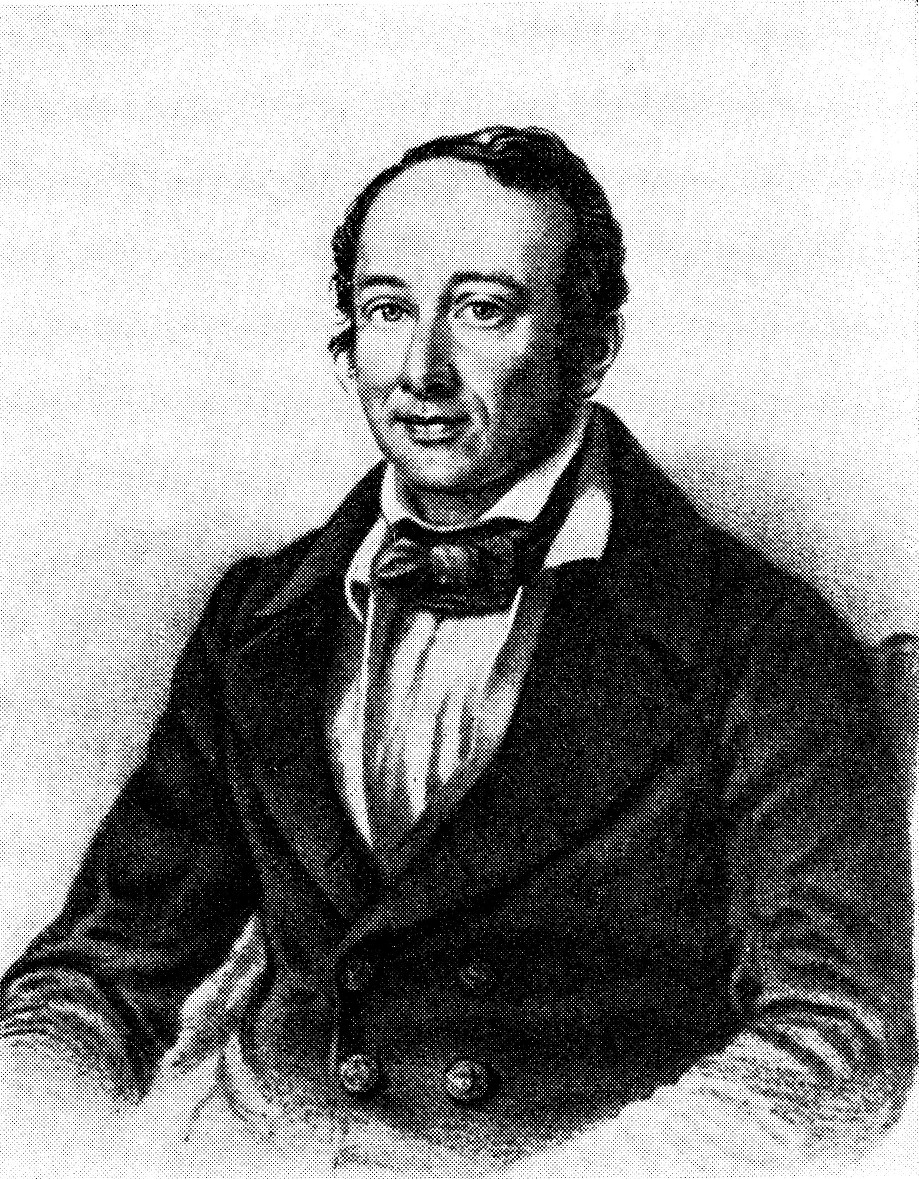
German Hess (1802–1850)
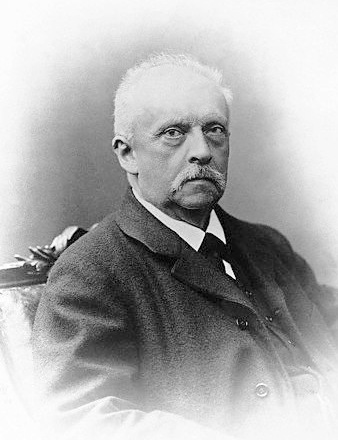
H. von Helmholtz (1821–1894)
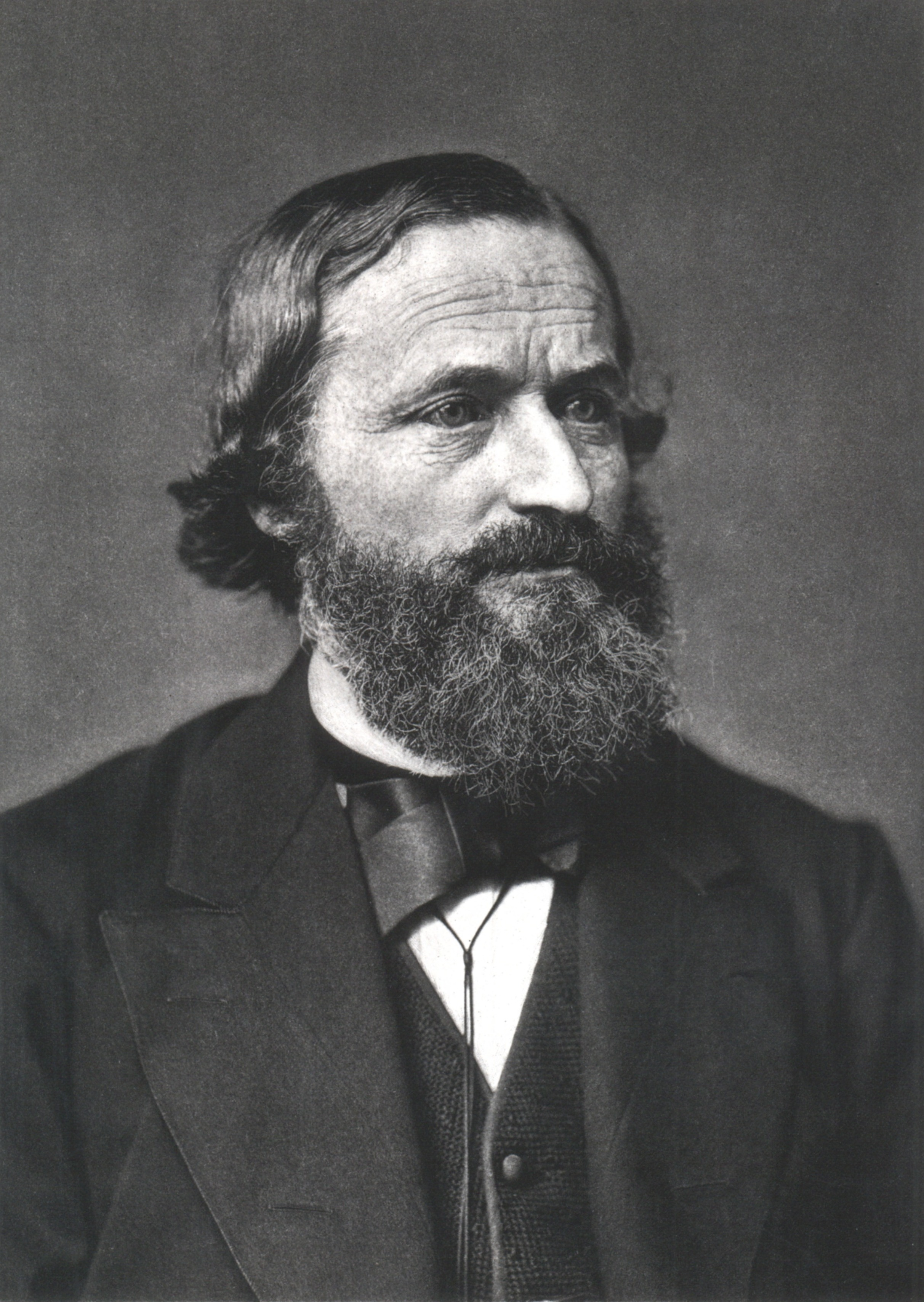
Gustav Kirchhoff (1824–1887)
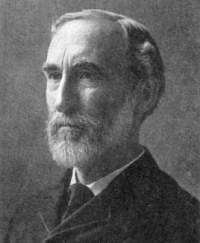
Josiah Gibbs (1839–1903)
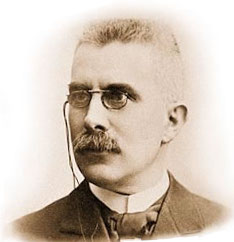
H. Le Chatelier (1850–1936)
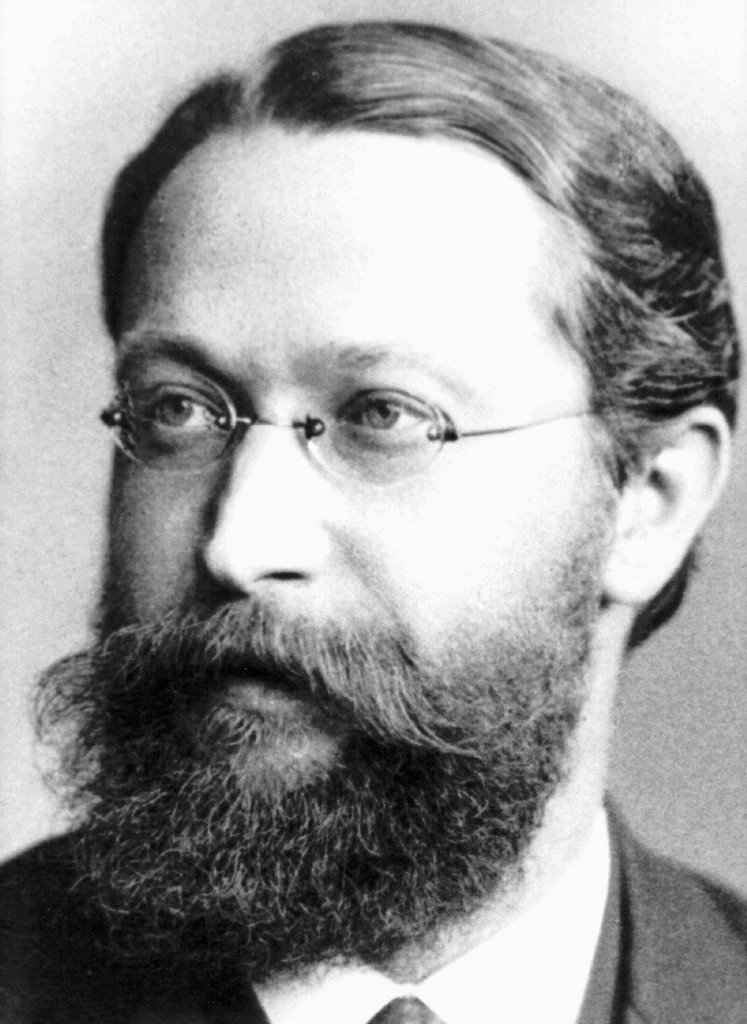
Karl Braun (1850–1918)
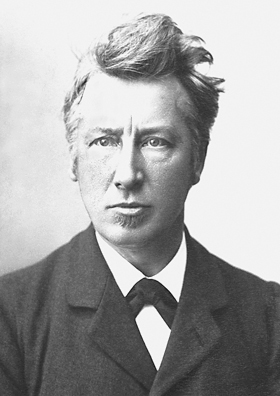
J. van ’t Hoff (1852–1911)
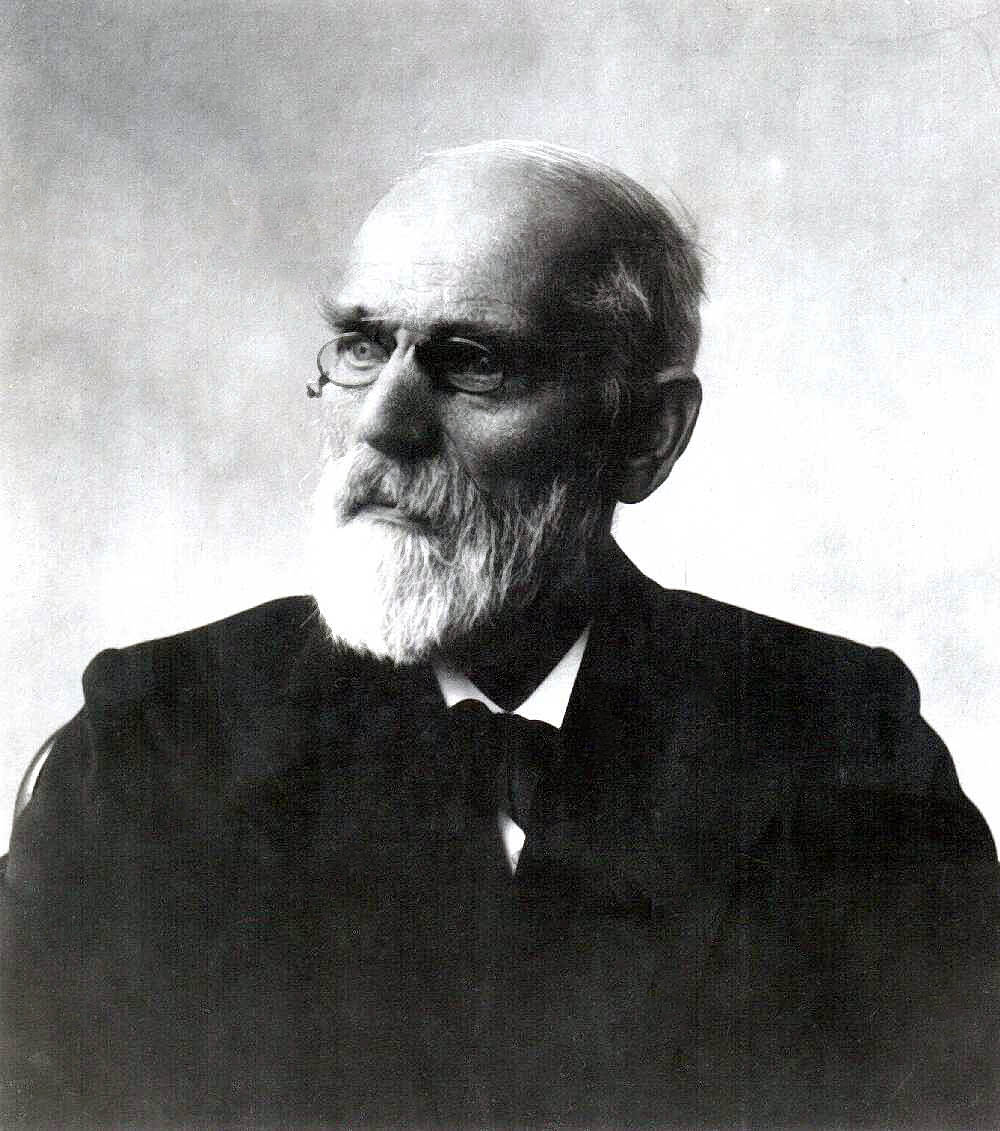
J. van der Waals (1837–1923)

## Zakres termodynamiki chemicznej
W zakres współczesnej termodynamiki chemicznej wchodzą m.in.:
- badania termodynamicznego stanu układów jednofazowych,
- statyka chemiczna – badania równowagi reakcji chemicznych homogenicznych,
- termochemia – badania cieplnych efektów reakcji chemicznych.

Przedmiotem badań są też procesy zachodzące w układach heterogenicznych, np.:
- mieszanie reagentów i rozdzielanie składników układu, np. ekstrakcja, destylacja, rozpuszczanie, krystalizacja i inne przemiany fazowe, absorpcja, adsorpcja,
- procesy elektrochemiczne, w których ważną rolę odgrywa np. dysocjacja elektrolityczna lub przewodnictwo jonowe.

Niekiedy klasyczna fenomenologiczna termodynamika chemiczna jest omawiana w powiązaniu z termodynamiką statystyczną, opisującą stan układów termodynamicznych na podstawie informacji o stanie pojedynczych cząsteczek z wykorzystaniem statystycznych metod określania prawdopodobieństwa zdarzeń w dużych zbiorach, jakimi są obiekty rzeczywiste.

## Podstawowe pojęcia
U podstaw termodynamiki, w tym termodynamiki chemicznej, leżą jej ogólne zasady (pierwsza, druga, trzecia i czwarta), sformułowane dla:
- układu termodynamicznego,
- otoczenia termodynamicznego.

Opisywany jest termodynamiczny stan układu, zależny od jego składu i warunków fizycznych oraz od możliwości wymiany materii i energii z otoczeniem. Z tego punktu widzenia układ może być:
- zamknięty (odosobniony, izolowany) – brak możliwości wymiany materii i energii,
- półzamknięty – możliwa wymiana energii, brak możliwości wymiany materii,
- otwarty – możliwa wymiana materii i energii.

Wartościom wymienianej energii przypisuje się znak „plus”. jeżeli jest ona przekazywana układowi przez otoczenie („na sposób ciepła” lub „na sposób pracy”).
Wykonywaną pracą jest praca objętościowa lub nieobjętościowa np. praca prądu elektrycznego. Wymiana energii na sposób ciepła zależy od rodzaju osłony otaczającej układ. W skrajnych przypadkach są to osłony adiabatyczne, wykonane z niemal doskonałego izolatora, lub diatermiczne, wykonane z niemal doskonałego przewodnika.

### Składniki i fazy układu
Składnikiem termodynamicznego nazywamy indywiduum chemiczne (związek chemiczny), niezależnie od tego, czy występuje w jednym stanie skupienia, np. układ para wodna–woda ciekła–lód jest nazywany jednoskładnikowym, albo jednorodnym, ale nie zawsze jednolitym.
Fazą nazywa się część układu, która ma we wszystkich punktach jednakowe właściwości fizyczne (jest jednolita); na granicy między fazami jest zwykle obserwowana szybka (często skokowa) zmiana tych właściwości (zobacz: granica międzyfazowa). Układem dwufazowym, niejednolitym, lecz jednorodnym, jest np. woda z kryształkami lodu, niezależnie od ich ilości i wielkości, a układem jednolitym, lecz niejednorodnym jest np. wodny roztwór soli. Stopy metali mogą być układami jedno- lub wielofazowymi, zależnie od tego, czy zawierają krystality (ziarna) o różnych właściwościach fizycznych (np. różnej sieci krystalicznej).

### Parametry i równania stanu
Układ termodynamiczny opisuje się, podając liczbowe wartości jego parametrów, które można zmierzyć metodami fizycznymi. Komplet parametrów układu powinien umożliwić jego odtworzenie w tym samym stanie niezależnie od stanów, w których znajdował się w przeszłości (stan dwóch układów termodynamicznych jest identyczny, jeżeli stwierdza się, że odpowiednia liczba parametrów stanu ma te same wartości). Wśród wielu parametrów stanu wyróżnia się:
- parametry intensywne – niezależne od wielkości układu i mające sens do każdego jego elementu, np. temperatura, ciśnienie, gęstość, objętość molowa {\displaystyle (V_{i}),} entropia molowa {\displaystyle (S_{i})} i inne wielkości molowe,
- parametry ekstensywne – zależne od wielkości układu, np. jego masa {\displaystyle (m),} objętość {\displaystyle (v),} entropia {\displaystyle (s)}

Do jednoznacznego opisu stanu układu wystarcza określona liczba spośród wielu parametrów możliwych do wykorzystania, zależna od liczby składników i faz. Wartości pozostałych parametrów są z nimi powiązane równaniami stanu, takimi jak np.:
- równanie Clapeyrona (stan gazu doskonałego):

{\displaystyle pv=nRT,}
- równanie van der Waalsa, dotyczące gazu rzeczywistego:

{\displaystyle \left(p+{\frac {a}{V^{2}}}\right)(V-b)=RT.}
Równania stanu gazów (doskonałych lub rzeczywistych) wskazują, że do jednoznacznego określenia ich stanu wystarcza wskazanie temperatury i ciśnienia, objętości i ciśnienia, temperatury i objętości lub innej pary parametrów wzajemnie niezależnych. W trójwymiarowej przestrzeni {\displaystyle p-T-v} istnieje obszar, w którym wszystkie punkty odpowiadają różnym określonym stanom gazu.
Zakresy swobodnych zmian tych trzech parametrów stanu gazu są ograniczone – istnieją komplety takich parametrów, w których gaz współistnieje z innymi fazami (cieczą, ciałem stałym lub cieczą i ciałem stałym), co wynika z warunków równowagi termodynamicznej między nimi. W przypadku układów jednorodnych warunki równowagi określa równanie Clausiusa-Clapeyrona, przedstawiane graficznie na wykresach przestrzennych {\displaystyle T-p-V} lub w układzie współrzędnych {\displaystyle T-p,} gdy {\displaystyle v=\mathrm {const} } (przemiana izochoryczna). W przypadkach:
- istnienia jednej fazy układu jednoskładnikowego (gaz lub ciecz lub ciało stałe) układ ma trzy stopnie swobody – można niezależnie zmieniać ciśnienie, temperaturę i objętość,
- współistnienia dwóch faz układ jednoskładnikowy ma dwa stopnie swobody – można swobodnie zmieniać np. ciśnienie i temperaturę, a wielkość zmiany objętości jest uwarunkowana zachowaniem stanu równowagi (w warunkach izochorycznych można swobodnie zmieniać tylko jeden parametr – np. określona zmiana ciśnienia musi spowodować określoną zmianę temperatury, jeżeli ma być zachowany stan równowagi między fazami),
- współistnienia trzech faz układ jednoskładnikowy ma jeden stopień swobody – każda zmiana np. objętości układu musi powodować określone zmiany ciśnienia i temperatury, jeżeli liczba współistniejących faz nie ma się zmienić; miejscem geometrycznym punktów wskazujących stan układu trójfazowego jest linia w przestrzeni {\displaystyle p-T-V} lub punkt na płaszczyźnie wykresu {\displaystyle p-T} (w warunkach izochorycznych nie może ulegać zmianie żaden z pozostałych dwóch parametrów).

W przypadku układów niejednorodnych liczba stopni swobody jest zależna od liczby faz i liczby składników. Może być określona na podstawie reguły faz Gibbsa.

### Funkcje stanu
Funkcje, których wartości zależą wyłącznie od parametrów stanu, nazywa się funkcjami stanu.
Najlepiej zdefiniowaną funkcją stanu jest energia wewnętrzna {\displaystyle (u){:}}
{\displaystyle u=f(x_{1},x_{2},x_{3},\dots ),}
gdzie {\displaystyle x_{i}} – parametry stanu.
Energia wewnętrzna układu, zależna wyłącznie od parametrów stanu, jest sumą energii:
- jąder wszystkich atomów, wchodzących w skład układu (bardzo dużą, ale przeważnie niezmienną w czasie reakcji chemicznych),
- elektronów (wiążących, niewiążących i swobodnych); w szczególnych wypadkach również innych cząstek elementarnych,
- drgań atomów w cząsteczkach (zobacz np. drganie charakterystyczne),
- rotacji cząsteczek (zobacz np. spektroskopia rotacyjna),
- oddziaływań między atomami w cząsteczkach i między cząsteczkami.

Przywracając te same parametry, po dowolnych przemianach, otrzymuje się układ, który ma taką samą energię wewnętrzną (uzyskanie perpetuum mobile nie jest możliwe; pierwsza zasada termodynamiki).
W przypadku układu jednorodnego i jednolitego wystarczające jest określenie dwóch parametrów, np. {\displaystyle x_{1}=v} i {\displaystyle x_{2}=T_{2}.} W takim przypadku nieskończenie małe zmiany energii wewnętrznej wyraża się jako różniczkę zupełną:
{\displaystyle du=\left({\frac {\partial u}{\partial v}}\right)_{T}\ dv+\left({\frac {\partial u}{\partial T}}\right)_{v}\ dT.}
Oznacza to, że z przejściem od określonego stanu 1 do stanu 2 (np. stanu o wyższej energii wewnętrznej) wiąże się zawsze taka sama zmiana:
{\displaystyle \Delta u=u_{2}-u_{1}}
niezależna od drogi procesu, czyli od tego, jaka część energii została dostarczona na sposób pracy {\displaystyle (W),} a jaka na sposób ciepła {\displaystyle (Q).} Ciepło reakcji i praca nie są funkcjami stanu – odnoszą się do konkretnego procesu (funkcje procesu), co wyraża się stosując, zamiast różniczki zupełnej, zapis:
{\displaystyle du=Q_{el}+W_{el}}
lub
{\displaystyle du=\delta Q+\delta W.}
Spośród wielu funkcji stanu szczególnie często są stosowane takie funkcje, które odgrywają rolę potencjałów termodynamicznych, co oznacza, że w procesach samorzutnych (zachodzących w określonych warunkach) ich wartości zmniejszają się, osiągając minimum w stanie równowagi termodynamicznej. Są to:
- energia wewnętrzna {\displaystyle (u;\mathrm {d} u=T\,\mathrm {d} s-p\,\mathrm {d} v)} – potencjał izoentropowo-izochoryczny,
- entalpia {\displaystyle (h=u+pV;\mathrm {d} h=T\,\mathrm {d} s+v\,\mathrm {d} p)} – potencjał izoentropowo-izobaryczny,
- energia swobodna Helmholtza {\displaystyle (f=u-Ts;\mathrm {d} f=-s\,\mathrm {d} T-p\,\mathrm {d} v)} – potencjał izochoryczno-izotermiczny,
- entalpia swobodna Gibbsa {\displaystyle (g=u-Ts+pv;\mathrm {d} g=-s\,\mathrm {d} T+v\,\mathrm {d} p)} – potencjał izobaryczno-izotermiczny.

Entropia {\displaystyle (s)} jest funkcją stanu, której wartość, odnosząca się do przemian samorzutnych w układach izolowanych, rośnie (druga zasada termodynamiki), przy czym w stanie równowagi: {\displaystyle (\delta s)_{u,v}=0} i {\displaystyle (\delta s)_{h,p}=0.}
Spośród wymienionych potencjałów termodynamicznych w chemii najczęściej stosuje się entalpię swobodną Gibbsa {\displaystyle (g),} ponieważ reakcje chemiczne są prowadzone najczęściej w warunkach izobaryczno-izotermicznych.
Wartości funkcji termodynamicznych, odniesione do jednego mola związku chemicznego, są oznaczane odpowiednimi dużymi literami, np.:
{\displaystyle V=\left({\frac {\partial v}{\partial n}}\right)_{p,T},\;U=\left({\frac {\partial u}{\partial n}}\right)_{v,T},\;G=\left({\frac {\partial g}{\partial n}}\right)_{p,T},\;F=\left({\frac {\partial f}{\partial n}}\right)_{v,T},\;S=\left({\frac {\partial s}{\partial n}}\right)_{v,u}.}

## Termodynamiczne równania stanu
Zdefiniowanie funkcji stanu umożliwia zapisanie równań stanu, które nie wymagają opierania się na żadnych fikcyjnych modelach układu. Wynikają z pierwszej zasady termodynamiki, zapisanej jako:
{\displaystyle dU=T\ dS-p\ dV}
lub
{\displaystyle dH=T\ dS+V\ dp.}
Przekształcając te równania, otrzymuje się:
- termodynamiczne równanie stanu na ciśnienie:

{\displaystyle p=-\left({\frac {\partial U}{\partial V}}\right)_{T}+T\left({\frac {\partial p}{\partial T}}\right)_{V},}
- termodynamiczne równanie stanu na objętość:

{\displaystyle V=\left({\frac {\partial H}{\partial p}}\right)_{T}+T\left({\frac {\partial V}{\partial T}}\right)_{p}.}

## Termodynamika roztworów
Układy wieloskładnikowe (niejednorodne) mogą być jednolite lub niejednolite. Układy jednolite i poszczególne fazy układów wielofazowych są roztworami – ciekłymi, gazowymi lub stałymi, w których cząsteczki, przemieszczające się wskutek dyfuzji, dążą do uporządkowania zgodnego z warunkiem równowagi (minimum energii wewnętrznej, maksimum entropii – chaosu).
Wartości energii wewnętrznej i innych funkcji termodynamicznych roztworu oblicza się jako sumy funkcji cząstkowych molowych. Stosując dla nich ogólny symbol {\displaystyle Z_{i},} wartości te definiuje się, np. dla warunków izochoryczno-izobarycznych, jako:
{\displaystyle Z_{i}=\left({\frac {\partial z}{\partial n_{i}}}\right)_{x1,x2,n_{j}\neq i},}
gdzie:
{\displaystyle n_{j\neq i}} – niezmieniające się liczby moli wszystkich składników, poza składnikiem „i”,
{\displaystyle x_{1}} i {\displaystyle x_{2}} – różne parametry zewnętrzne, np. odpowiednie dla danej funkcji termodynamicznej np.:
- cząstkowa molowa entalpia swobodna składnika „i” w warunkach {\displaystyle p,T=\mathrm {const} {:}}

{\displaystyle U_{i,p,T}=\left({\frac {\partial u}{\partial n_{i}}}\right)_{p,T,n_{j}\neq i},}
- cząstkowa molowa entalpia swobodna składnika „i” w warunkach {\displaystyle v,T=\mathrm {const} {}{:}}

{\displaystyle U_{i,v,T}=\left({\frac {\partial u}{\partial n_{i}}}\right)_{v,T,n_{j}\neq i}.}
Ze względu na to, że reakcje chemiczne są najczęściej prowadzone w warunkach {\displaystyle p,T=\mathrm {const} ,} przyjęto umownie, że przy symbolach funkcji cząstkowych molowych, obliczanych dla tych warunków, dodaje się tylko dolny indeks {\displaystyle i,} np.:
{\displaystyle U_{i}=\left({\frac {\partial u}{\partial n_{i}}}\right)_{p,T,n_{j}\neq i},H_{i}=\left({\frac {\partial h}{\partial n_{i}}}\right)_{p,T,n_{j}\neq i},G_{i}=\left({\frac {\partial g}{\partial n_{i}}}\right)_{p,T,n_{j}\neq i},F_{i}=\left({\frac {\partial f}{\partial n_{i}}}\right)_{p,T,n_{j}\neq i}.}
Wymienione wartości informują, w jakim stopniu zmiany udziału każdego ze składników wpływają na wielkość energii wewnętrznej układu (i inne funkcje stanu). Ich rolę w termodynamice opisał Josiah Gibbs 1875 roku.
Podstawą termodynamiki reakcji chemicznych, przemian fazowych lub procesów elektrochemicznych (zobacz: równowaga reakcji chemicznych, równanie Nernsta i przemiana fazowa) są pochodne, nazwane potencjałami chemicznymi {\displaystyle (\mu _{i})}:
{\displaystyle \mu _{i}=\left({\frac {\partial u}{\partial n_{i}}}\right)_{s,v,n_{j}\neq i}=\left({\frac {\partial h}{\partial n_{i}}}\right)_{s,p,n_{j}\neq i}=\left({\frac {\partial f}{\partial n_{i}}}\right)_{T,v,n_{j}\neq i}=\left({\frac {\partial g}{\partial n_{i}}}\right)_{T,p,n_{j}\neq i}.}
Potencjał chemiczny składnika roztworu jest funkcją jego składu – może być wyrażony jako suma potencjału w stanie czystym i przyrostu, związanego z przejściem do roztworu:
{\displaystyle \mu _{i}=\mu _{0i(p,T)}+\Delta \mu _{i},}
przy czym:
{\displaystyle \Delta \mu _{i}=(U_{i}-U_{0i})+p(V_{i}-V_{0i})-T(S_{i}-S_{0i}).}
Gdy układ spełnia warunki stawiane gazom doskonałym:
{\displaystyle U_{i}=U_{0i},}
{\displaystyle V_{i}=V_{0i},}
{\displaystyle S_{i}-S_{0i}=RT\ln x_{i},}
otrzymuje się zależność:
{\displaystyle \mu _{i}=\mu _{0i(p,T)}+RT\ln x_{i}.}
Aby fenomenologiczne zależności termodynamiczne były spełniane dla roztworów rzeczywistych stosuje się rozwiązania formalne, np. polegające na zastąpieniu ułamka molowego {\displaystyle (x_{i})} przez aktywność molową {\displaystyle (a_{i})} lub iloczyn ułamka molowego przez współczynnik aktywności (fi):
{\displaystyle \mu _{i}=\mu _{0i(p,T)}+RT\ln a_{i}=\mu _{0i(p,T)}+RT\ln f_{i}+RT\ln x_{i}}
Inne rozwiązania formalne polegają np. na stosowaniu:
- pojęcia funkcji nadmiarowych (excess chemical potential, np. {\displaystyle \mu _{i}^{*}=RT\ln f_{i}}),
- współczynnika aktywności ciśnieniowej (zobacz: aktywność ciśnieniowa) zamiast współczynnika aktywności molowej,
- zamiast potencjałów substancji czystych {\displaystyle (\mu _{0i(p,T)})} innych wartości standardowych potencjałów chemicznych, np. odniesionych do roztworów rozcieńczonych:

– dla rozpuszczalnika (1): {\displaystyle a_{1}\to x_{1},} gdy {\displaystyle x_{1}\to 1,}
– dla substancji rozpuszczonej: {\displaystyle a_{2}\to x_{2},} gdy {\displaystyle x_{2}\to 0.}

## Termochemia i statyka
Chemiczne reakcje, np.
mA + nB ⇌ pC + qD
przebiegają samorzutnie wówczas, gdy zmierzają do stanu równowagi – najbardziej korzystnego energetycznie z punktu widzenia układu.
W tym stanie stosunek stężeń molowych reagentów w roztworze lub ciśnień cząstkowych reagentów gazowych (symbole w nawiasach kwadratowych):
{\displaystyle K={\frac {[C]^{p}[D]^{q}}{[A]^{m}[B]^{n}}}}
ma w ustalonych warunkach stałą wartość (stała równowagi, prawo działania mas Guldberga i Waagego z 1864 roku).
Utrzymywanie się stałej wartości {\displaystyle K} wynika z ogólnych warunków równowagi termodynamicznej, np. dla {\displaystyle p,T=\mathrm {const} {:}}
{\displaystyle g_{T,p}=g_{T,p,minimum}.}
W przypadku izotermiczno-izobarycznych reakcji chemicznych miarą odległości od stanu równowagi jest entalpia swobodna reakcji {\displaystyle (\Delta G),} odnoszona do liczby postępu reakcji {\displaystyle \lambda =1.} Wartość {\displaystyle \Delta G} określa się na podstawie potencjałów chemicznych produktów i substratów {\displaystyle (\mu _{i})} oraz pierwszej zasady termodynamiki. Prowadzi to do zależności znanej jako izoterma van ’t Hoffa (izoterma reakcji):
{\displaystyle \Delta G=\sum {n_{i,prod}\mu _{i,prod}}-\sum {n_{i,sbs}\mu _{i,subs}},}
{\displaystyle \mu _{i}=\mu _{0i}+RT\ln a_{i},}
{\displaystyle \Delta G=RT(\ln {\frac {\Pi a_{i,prod}^{n_{i}}}{\Pi a_{i,sub}^{n_{i}}}}-\ln K_{a}).}
Drugą postać izotermy van ’t Hoffa otrzymuje się analogicznie, jeżeli reakcja jest izotermiczno-izochorycznej {\displaystyle (T,v=\mathrm {const} ).} Ocenę odległości od stanu równowagi umożliwia wówczas wartość {\displaystyle \Delta F} (energia swobodna reakcji). Izoterma van ’t Hoffa ma wówczas postać:
{\displaystyle \Delta F=RT(\ln {\frac {\Pi a_{i,prod}^{n_{i}}}{\Pi a_{i,sub}^{n_{i}}}}-\ln K_{a}).}
Gdy {\displaystyle \Delta G=0} lub {\displaystyle \Delta F=0} (równowaga przy {\displaystyle T,p=\mathrm {const} } lub {\displaystyle T,v=\mathrm {const} }), otrzymuje się zależność:
{\displaystyle \ln {\frac {\Pi a_{i,prod}^{n_{i}}}{\Pi a_{i,sub}^{n_{i}}}}=\ln K_{a},}
{\displaystyle K_{a}={\frac {\Pi a_{i,prod}^{n_{i}}}{\Pi a_{i,sub}^{n_{i}}}}.}
Inna funkcja termodynamiczna reakcji – entalpia reakcji – została wykorzystana przez van ’t Hoffa do sformułowania zależności, znanej jako równanie van ’t Hoffa w dwóch wersjach:
- izobara van ’t Hoffa:

{\displaystyle \left({\frac {\partial \ln K}{\partial T}}\right)_{p}={\frac {\Delta H^{\ominus }}{RT^{2}}},}
- izochora van ’t Hoffa:

{\displaystyle \left({\frac {\partial \ln K}{\partial T}}\right)_{v}={\frac {\Delta U^{\ominus }}{RT^{2}}},}
gdzie: {\displaystyle \Delta H^{\ominus },\Delta U^{\ominus }} – standardowa entalpia i energia wewnętrzna reakcji, wyznaczona dla {\displaystyle a_{i}=1.}

Przykład zastosowania prawa Hessa

Entalpia procesu izobarycznego jako całka ciepła właściwego – temperatury kolejnych przemian fazowych, np. przemiana alotropowa, topnienie, parowanie

Jeżeli w układzie, w którym przebiega reakcja, nie jest wykonywana praca (poza pracą zmiany objętości w przypadku {\displaystyle p=\mathrm {const} }), to entalpia reakcji i energia wewnętrzna reakcji są równe odpowiednio wartościom ciepła reakcji w stałej objętości i ciepła reakcji pod stałym ciśnieniem:
- {\displaystyle p,T=\mathrm {const} :\Delta h=Q_{p}} (np. mierzone w kalorymetrze otwartym lub przepływowym),
- {\displaystyle v,T=\mathrm {const} :\Delta u=Q_{v}} (np. mierzone w bombie kalorymetrycznej).

Wynikiem pomiarów kalorymetrycznych są ciepła procesów złożonych, np. sumy ciepła reakcji chemicznej i ciepła tworzenia mieszanin reagentów. Wyznaczenie udziałów składowych wartości składowych wymaga przeprowadzenia serii eksperymentów. Wartości ciepła, odnoszące się do otrzymywania czystych produktów z odpowiednich ilości czystych substratów, są nazywane ciepłami standardowymi.
Konsekwencją związku ciepła reakcji z funkcjami termodynamicznymi reakcji jest prawo Hessa, umożliwiające obliczanie standardowych ciepeł dowolnych reakcji na podstawie np. standardowych entalpii tworzenia związków chemicznych lub standardowych ciepeł spalania.
Zależność ciepła reakcji od temperatury wyraża się analogicznie, określając wpływ temperatury na ciepło molowe reagentów. Dotyczy to prawo Kirchhoffa.
{\displaystyle \Delta H^{\ominus }(T_{2})=\Delta H^{\ominus }(T_{1})+\int \limits _{T_{1}}^{T_{2}}\Delta C_{p}^{\ominus }(T)\ dT,}
gdzie:
- {\displaystyle \Delta H^{\ominus }(T_{i})} – standardowa entalpia reakcji w temperaturze {\displaystyle T_{i},}
- {\displaystyle \Delta C_{p}^{\ominus }(T)} – pojemność cieplna reakcji; zmiana molowych pojemności cieplnych spowodowana postępem reakcji {\displaystyle (\lambda =1)} w temperaturze {\displaystyle T{:}}

{\displaystyle \Delta C_{p}^{\ominus }=\sum {n_{i,prod}C_{p,i,prod}^{\ominus }}-\sum {n_{i,subs}C_{p,i,subs}^{\ominus }},}
{\displaystyle \Delta C_{p}^{\ominus }=\left({\frac {d\Delta H^{\ominus }}{dT}}\right)_{p}.}

## Przemiany fazowe

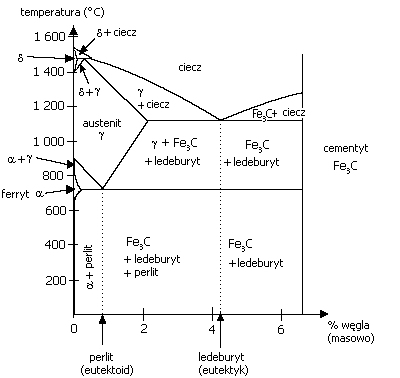
Wykres fazowy – przykład 1 (układ dwuskładnikowy Fe–Fe_{3}C)

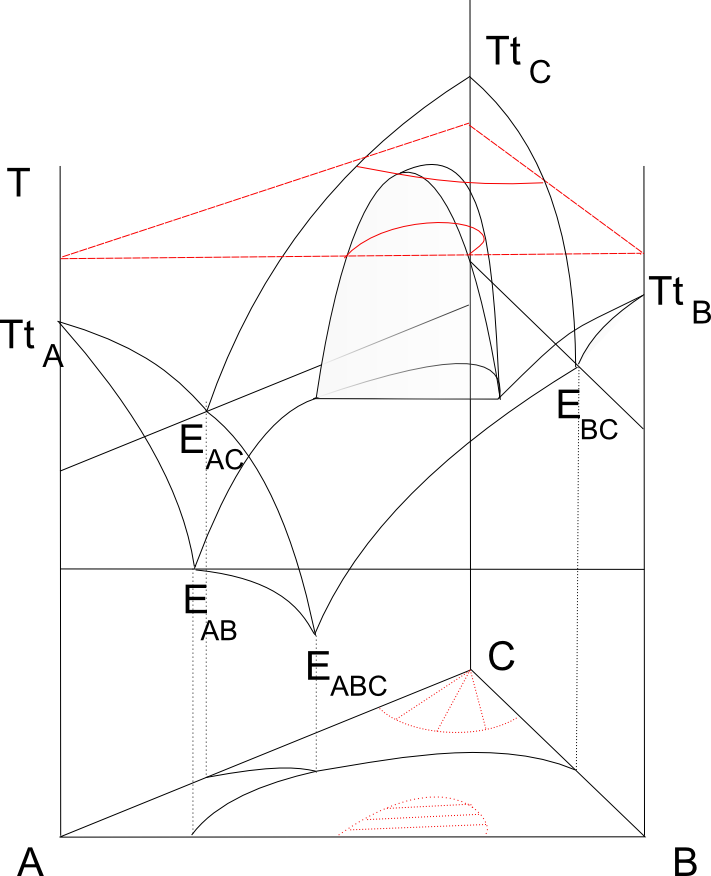
Wykres fazowy – przykład 2 (równowaga ciecz-ciecz ; zobacz: ekstrakcja)

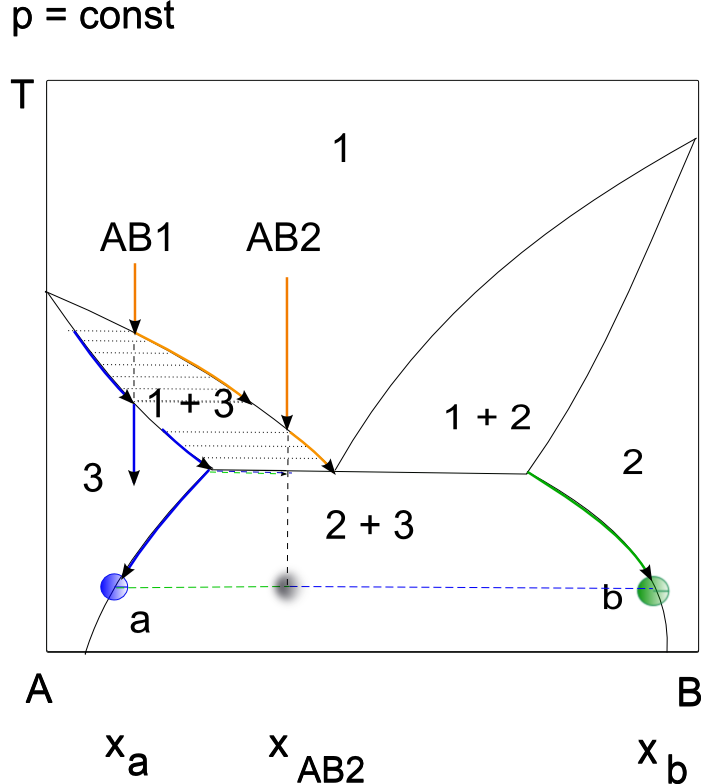
Wykres fazowy – przykład 3 (układ dwuskładnikowy ciecz–ciecz–para; zobacz: heteroazeotrop)

Zdefiniowanie pojęcia potencjału chemicznego pozwoliło sformułować równanie Gibbsa-Duhema, które umożliwia określenie warunku termodynamicznej równowagi dla układu złożonego z {\displaystyle f} faz i {\displaystyle s} składników:
{\displaystyle -s\ dT+v\ dp-\sum {n_{i}\ d\mu _{i}}=0,}
w przypadku p, T = const dla każdego składnika w fazie {\displaystyle f{:}}
{\displaystyle \sum _{i=1}^{s}{n_{i}^{f}\ d\mu _{i}^{f}}=0}
i dla wszystkich {\displaystyle s} składników we wszystkich fazach:
{\displaystyle \sum _{i=1}^{f}\sum _{i=1}^{s}{n_{i}^{f}\ d\mu _{i}^{f}}=0.}
Warunek może być spełniony, jeżeli:
{\displaystyle {\begin{array}{l}\mu _{1}^{1}=\mu _{1}^{2}=\mu _{1}^{3}=\mu _{1}^{4}=\ldots =\mu _{1}^{f},\\\mu _{2}^{1}=\mu _{2}^{2}=\mu _{2}^{3}=\mu _{2}^{4}=\ldots =\mu _{2}^{f},\\\mu _{3}^{1}=\mu _{3}^{2}=\mu _{3}^{3}=\mu _{3}^{4}=\ldots =\mu _{3}^{f},\\\ldots \\\mu _{s}^{1}=\mu _{s}^{2}=\mu _{s}^{3}=\mu _{s}^{4}=\ldots =\mu _{s}^{f}.\end{array}}}
Prowadzi to do następujących wniosków, dotyczących liczby stopni swobody w układzie {\displaystyle f}-fazowym i {\displaystyle s}-składnikowym:
- opis stanu układu wymaga podania {\displaystyle (s-1)} parametrów stężeniowych (np. ułamków molowych) dla każdej fazy oraz {\displaystyle f(s-1)} dla wszystkich faz oraz dwóch parametrów zewnętrznych (np. {\displaystyle p} i {\displaystyle T}),
- warunek równowagi jest wyrażany w {\displaystyle s(f-1)} równaniach dotyczących równości potencjałów chemicznych każdego składnika w poszczególnych fazach,
- liczba parametrów (zmiennych), które są niezależne (liczba stopni swobody, {\displaystyle z}), jest równa różnicy:

liczba stopni swobody = liczba parametrów stanu – liczba równań wiążących parametry
{\displaystyle z={f(s-1)+2}-{s(f-1)}=s-f+2.}
Zależność jest najprostszą formą prawa Raoulta. W niektórych układach złożonych liczba stopni swobody jest mniejsza, przy czym parametry mogą być powiązane dodatkowymi równaniami, np. równaniami określającymi warunki równowagi zachodzących w układzie reakcji chemicznych (równania określające stałe równowagi). W ogólnym przypadku:
{\displaystyle z=s-f-R-r+2,}
gdzie:
{\displaystyle z} – liczba stopni swobody,
{\displaystyle s} – liczba składników,
{\displaystyle f} – liczba faz,
{\displaystyle R} – liczba niezależnych reakcji chemicznych między składnikami,
{\displaystyle r} – liczba dodatkowych równań, np. informujących o identyczności faz lub stałości wybranych parametrów stanu.
Termodynamika przemian fazowych jest podstawą obróbki cieplnej i cieplno-chemicznej w metalurgii lub takich operacji, jak destylacja, ekstrakcja, krystalizacja, rekrystalizacja, które umożliwiają np. wyodrębnianie z mieszanin i oczyszczanie pożądanych produktów syntezy organicznej lub cennych składników surowców naturalnych (np. przemysł petrochemiczny, cukrownictwo, produkcja olei roślinnych lub olejków eterycznych).

## Procesy elektrochemiczne
Równanie Nernsta, określające wartość równowagowego potencjału elektrody {\displaystyle (E)} względem jej potencjału standardowego {\displaystyle (E_{0})} i stężenia substancji biorących udział w procesie elektrodowym (reakcja redoks), zostało wyprowadzone z warunku równowagi termodynamicznej w układzie, w którym jest wykonywana praca elektryczna:
{\displaystyle \Delta g=-\Delta zFE=RT\left({\frac {\Pi a_{i,pr.}^{n_{i}}}{\Pi a_{i,sub.}^{n_{i}}}}-\ln K_{a}\right),}
{\displaystyle E=E^{0}+{\frac {RT}{zF}}\ln {\frac {a_{\mathrm {ox} }}{a_{\mathrm {red} }}},}
gdzie:
{\displaystyle R} – stała gazowa,
{\displaystyle T} – temperatura,
{\displaystyle z} – liczba elektronów wymienianych w reakcji połówkowej,
{\displaystyle a} – aktywność molowa indywiduów chemicznych biorących udział w reakcji elektrodowej,
{\displaystyle F} – stała Faradaya,
{\displaystyle _{\mathrm {red} }} – stężenie molowe formy zredukowanej,
{\displaystyle _{\mathrm {ox} }} – stężenie molowe formy utlenionej.